# Station Okrzeja
Station Okrzeja is een spoorwegstation in de Poolse plaats Okrzeja.